# Municipio de Cuyotenango
Municipio de Cuyotenango är en kommun i Guatemala.   Den ligger i departementet Departamento de Suchitepéquez, i den sydvästra delen av landet, 110 km väster om huvudstaden Guatemala City.
Följande samhällen finns i Municipio de Cuyotenango:
- Cuyotenango